# Feel on Baby
Feel on Baby är femte spåret på Rolling Stones album Undercover, släppt 7 november 1983. Den reaggeinspirerade låten skrevs av Mick Jagger och Keith Richards och spelades in i maj-juni 1983.
Texten handlar om olika scenarion kopplade till kärlek, som kan leda till ett slags sjukdomstillstånd. "Wanderlust and love disease / Taken over and strangled me / Cure my body, make me whole / Feed my body, feed my soul" ("Resfeber och kärlekskrankhet / Har övertagit och kvävt mig / Bota min kropp, gör mig hel / Tillfredsställ min kropp, tillfredsställ min själ"), lyder några strofer på den fem minuter och tre sekunder långa låten. Refrängen lyder samma som låtens titel ("Känn på, raring"), med varierande antal repetitioner.

## Medverkande musiker
- Mick Jagger - sång, munspel och bakgrundssång
- Keith Richards - elgitarr
- Ron Wood - elgitarr
- Robbie Shakespeare - elbas
- Charlie Watts - trummor
- Sly Dunbar - slagverk